# KPN
KPN je nizozemská telekomunikační společnost sídlící v Rotterdamu, kam se v roce 2016 rozhodla přesunout z Haagu. Kořeny společnosti sahají skrze někdejšího státního poštovního a telekomunikačního operátora Koninklijke PTT Nederland až do roku 1881, kdy v Nizozemsku vznikla první veřejná telefonní síť.
Je největším operátorem v domácí pevné telefonní síti. Co se týče mobilních služeb, na trhu si konkuruje s tamním T-Mobile (prodán a přejmenován na Odido) a Vodafonem
a k roku 2023 zaujímala druhé místo na trhu.
KPN má vlastní doménu nejvyššího řádu .kpn.

## V Česku
KPN měla podíl ve společnosti Český Telecom a také v ČR vlastnila televizní kabelovou společnost Intercable.